# Emilio Recoba
Emilio Recoba, född 3 november 1904, död 12 september 1992, var en uruguayansk fotbollsspelare. Recoba deltog i Uruguays trupp i Världsmästerskapet i fotboll 1930 där laget vann guld. Han spelade totalt fem matcher för Uruguay, dock inga under världsmästerskapet.
Recoba spelade för två klubbar, Charley Football Club samt Club Nacional de Football.